# Ashleigh Barty

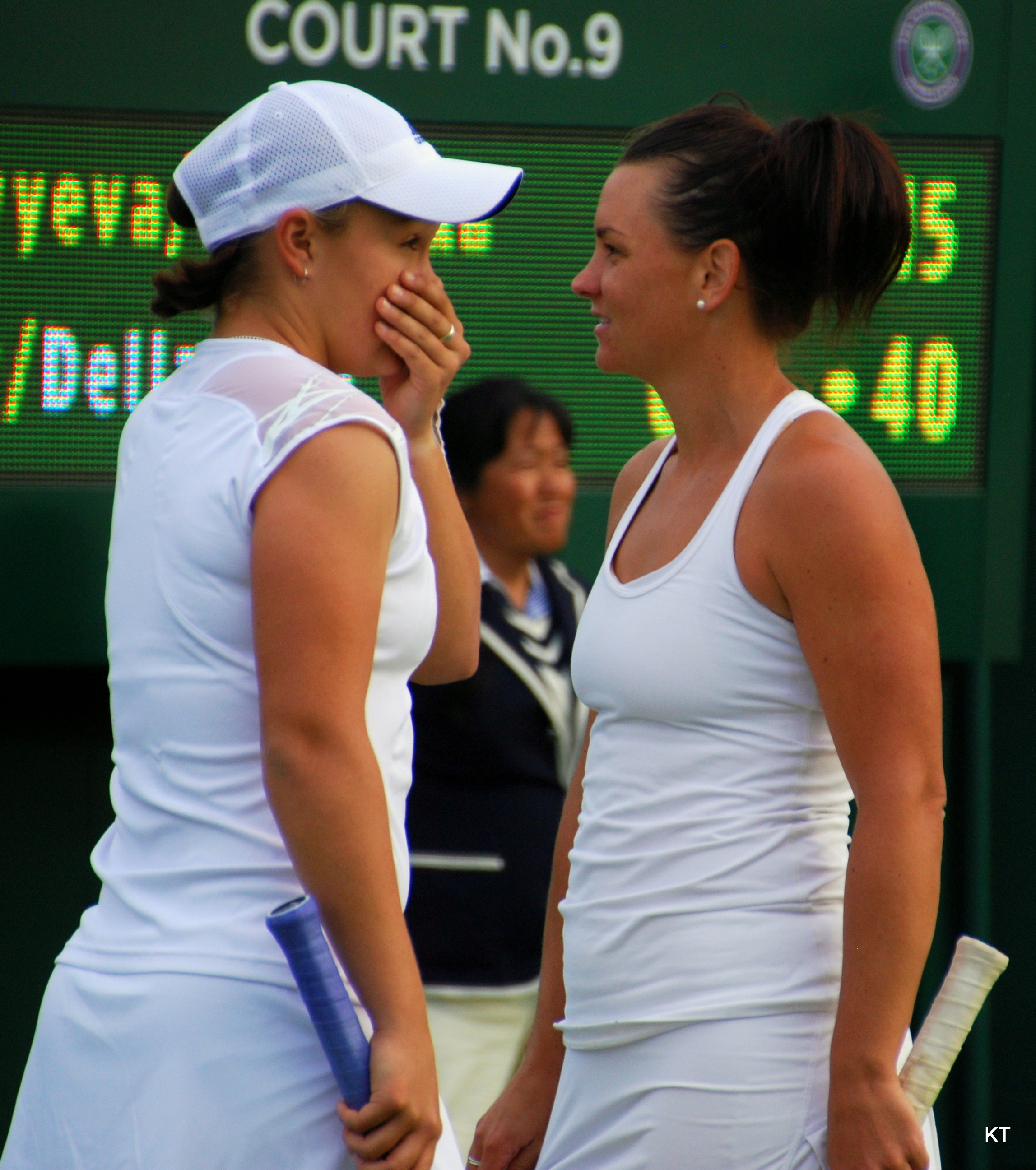
Barty overlegt met dubbelspelpartner Casey Dellacqua tijdens hun eersterondewedstrijd van Wimbledon 2013, waar zij de finale bereikten.

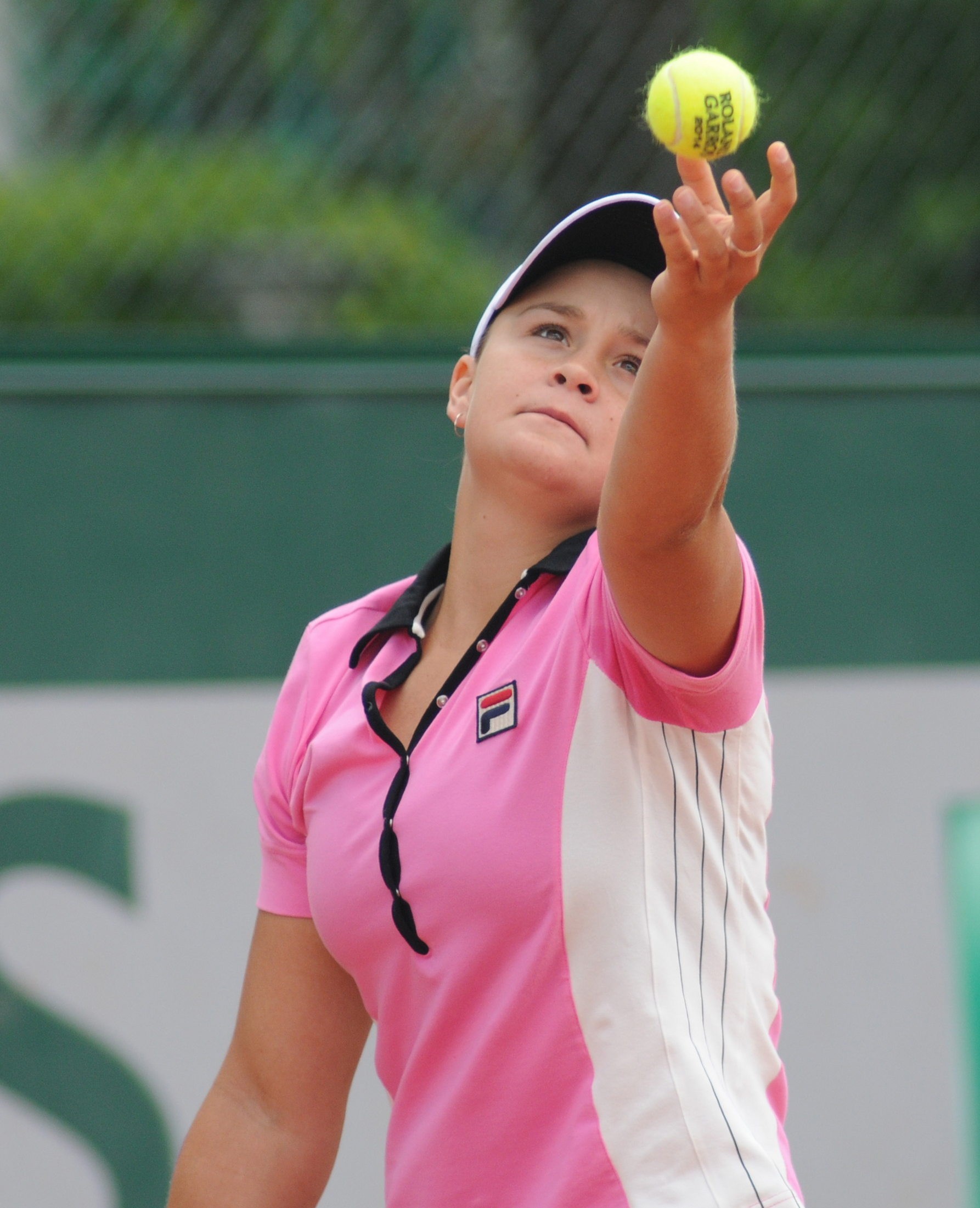
Barty serveert tijdens een wedstrijd in de tweede ronde van het dubbelspeltoernooi op Roland Garros in 2014.

Ashleigh Barty (Ipswich, 24 april 1996) is een voormalig tennisspeelster uit Australië. Zij begon op vijfjarige leeftijd met tennis. Zij speelt rechtshandig en heeft een tweehandige backhand, maar speelt geregeld ook een klassieke slice-backhand.

## Loopbaan
In 2010 speelde Barty haar eerste ITF-toernooi in haar geboorteplaats Ipswich (Australië).
In 2011 schreef zij het juniorentoernooi van Wimbledon op haar naam, door Irina Chromatsjova in de finale te verslaan. In 2012 kreeg zij, als tweede geplaatst op de juniorenranglijst, een wildcard voor het Australian Open.
Zij speelde geen tennis van september 2014 tot en met januari 2016. In plaats daarvan nam zij deel aan het Brisbane Heat cricket-team in de Women's Big Bash League.
Barty won in 2017 het toernooi van Kuala Lumpur – in de finale versloeg zij Nao Hibino met 6-3 en 6-2. Hiermee kwam zij voor het eerst binnen in de top 100 van de WTA-ranglijst. Op diezelfde dag won zij behalve deze enkelspeltitel ook het dubbelspel, samen met Casey Dellacqua.
In de periode 2013–2019 maakte Barty deel uit van het Australische Fed Cup-team – zij behaalde daar een winst/verlies-balans van 18–4. In 2014 speelde zij, na een 4–0-winst op Rusland in de eerste ronde, in de halve finale van Wereldgroep I – met Dellacqua zegevierde zij in de enige rubber die de Australische dames wisten af te pakken van het Duitse team. In 2018 won zij tijdens de Wereldgroep I play-offs haar enkelspelpartijen van Lesley Kerkhove en Quirine Lemoine, waarmee zij effectief het Nederlandse team degradeerde naar Wereldgroep II.
Barty won in september 2018 het US Open met haar dubbelspelpartner Coco Vandeweghe, in november 2018 het B-niveau van het eindejaarskampioenschap en in juni 2019 de enkelspeltitel op Roland Garros. Na het winnen van het Premier-toernooi van Birmingham bereikte zij op 24 juni 2019 de eerste plaats van de wereldranglijst, als eerste Australische sinds Evonne Goolagong in 1976. Aan het einde van het seizoen 2019 won Barty de officieuze wereldtitel in het vrouwentennis op het eindejaarskampioenschap.
Tijdens de coronastop van 2020 (die in Australië langduriger was dan in menig ander continent) speelde Barty golf. In september 2020 won zij het jaarlijks kampioenschap van de Brookwater Golf Club in een buitenwijk van Ipswich in de deelstaat Queensland.
In februari 2021 vatte zij het tennis weer op, in het Australische tennisseizoen. Zij startte met een toernooiwinst in Melbourne en een kwartfinale op het Australian Open. Na verdere titels in Miami en Stuttgart won zij in juli haar tweede grandslamtitel op Wimbledon. Daarmee verlengde zij haar al twee jaar voortdurende positie als het nummer 1 van de wereld. Later in juli won Barty de bronzen medaille in het gemengd dubbelspel op de Olympische spelen van 2020 in Tokio, samen met John Peers. Zij beëindigde het jaar 2021, voor de derde achtereenvolgende keer, als het nummer één op de wereldranglijst.
In januari 2022 startte Barty het Australisch tennisseizoen met een tweevoudige overwinning op het WTA-toernooi van Adelaide (enkel- en dubbelspeltitel). Aansluitend won zij haar derde grandslamtitel op het Australian Open – zonder setverlies bereikte zij de finale, die zij vervolgens met 6–3 en 7–6 won van de Amerikaanse Danielle Collins. Daarmee werd Barty de eerste Australiër (m/v) die het enkelspel van het Australian Open op haar naam wist te schrijven sinds Chris O'Neil in 1978.
Op 23 maart 2022, op 25-jarige leeftijd, kondigde Barty in een interview met voormalig dubbelspelpartner Casey Dellacqua aan dat ze een punt achter haar loopbaan zet, omdat ze de fysieke drive, de emotionele honger en alles wat nodig is om jezelf uit te dagen op topniveau, niet meer heeft.

## Posities op deWTA-ranglijst
Positie per einde seizoen:
| jaar | rang enkelspel | rang dubbelspel |
| ---- | -------------- | --------------- |
| 2011 | 669            | –               |
| 2012 | 195            | 172             |
| 2013 | 164            | 12              |
| 2014 | 218            | 39              |
|      |                |                 |
| 2016 | 325            | 261             |
| 2017 | 17             | 11              |
| 2018 | 15             | 7               |
| 2019 | 1              | 19              |
| 2020 | 1              | 14              |
| 2021 | 1              | 102             |

## Resultaten grote toernooien
| Legenda | Legenda                          |
| ------- | -------------------------------- |
| g.t.    | geen toernooi gehouden           |
| l.c.    | lagere categorie                 |
| –       | niet deelgenomen                 |
| G       | uitgeschakeld in de groepsfase   |
| 1R      | uitgeschakeld in de eerste ronde |
| 2R      | uitgeschakeld in de tweede ronde |
| 3R      | uitgeschakeld in de derde ronde  |
| 4R      | uitgeschakeld in de vierde ronde |
| KF      | uitgeschakeld in de kwartfinale  |
| HF      | uitgeschakeld in de halve finale |
| F       | de finale verloren               |
| W       | het toernooi gewonnen            |
| w-v     | winst/verlies-balans             |

### Enkelspel
| grandslamtoernooien |     |      |      |      |     |      |      |      |      |      |      |      |      |      |      |
| Australian Open     | 1R  | 1R   | 1R   | –    | –   | 3R   | 3R   | KF   | HF   | KF   | W    |      |      |      |      |
| Roland Garros       | 1R  | 2R   | 1R   | –    | –   | 1R   | 2R   | W    | –    | 2R   |      |      |      |      |      |
| Wimbledon           | 1R  | –    | –    | –    | –   | 1R   | 3R   | 4R   | g.t. | W    |      |      |      |      |      |
| US Open             | –   | 2R   | 1R   | –    | –   | 3R   | 4R   | 4R   | –    | 3R   |      |      |      |      |      |
| WTA 1000            |     |      |      |      |     |      |      |      |      |      |      |      |      |      |      |
| Indian Wells        | –   | –    | –    | –    | –   | –    | 2R   | 4R   | g.t. | –    |      |      |      |      |      |
| Miami               | –   | –    | –    | –    | –   | 2R   | 4R   | W    | g.t. | W    |      |      |      |      |      |
| Madrid              | –   | –    | –    | –    | –   | –    | 2R   | KF   | g.t. | F    |      |      |      |      |      |
| Peking              | –   | –    | –    | –    | –   | 2R   | –    | F    | g.t. | g.t. |      |      |      |      |      |
| Dubai/Doha          | –   | –    | –    | –    | –   | –    | –    | –    | HF   | –    |      |      |      |      |      |
| Rome                | –   | –    | –    | –    | –   | –    | 1R   | 3R   | –    | KF   |      |      |      |      |      |
| Montréal/Toronto    | –   | –    | –    | –    | –   | 3R   | HF   | 2R   | g.t. | –    |      |      |      |      |      |
| Cincinnati          | –   | –    | –    | –    | –   | 3R   | 3R   | HF   | –    | W    |      |      |      |      |      |
| Tokio/Wuhan         | –   | –    | –    | –    | –   | F    | HF   | HF   | g.t. | g.t. |      |      |      |      |      |
| olympisch           |     |      |      |      |     |      |      |      |      |      |      |      |      |      |      |
| Olympische Spelen   | –   | g.t. | g.t. | g.t. | –   | g.t. | g.t. | g.t. | g.t. | 1R   | g.t. | g.t. | g.t. | g.t. | g.t. |
| statistieken        |     |      |      |      |     |      |      |      |      |      |      |      |      |      |      |
| titels per jaar     | 0   | 0    | 0    | 0    | 0   | 1    | 2    | 4    | 1    | 5    | 2    |      |      |      |      |
| eindejaarsranking   | 195 | 164  | 218  | —    | 325 | 17   | 15   | 1    | 1    | 1    |      |      |      |      |      |

### Dubbelspel
| toernooi            | 2012 | 2013 | 2014 | 2015 | 2016 | 2017 | 2018 | 2019 | 2020 | 2021 |
| ------------------- | ---- | ---- | ---- | ---- | ---- | ---- | ---- | ---- | ---- | ---- |
| grandslamtoernooien |      |      |      |      |      |      |      |      |      |      |
| Australian Open     | 1R   | F    | 2R   | –    | –    | KF   | 2R   | 2R   | 2R   | 2R   |
| Roland Garros       | –    | 1R   | KF   | –    | –    | F    | 1R   | 3R   | –    | –    |
| Wimbledon           | –    | F    | KF   | –    | 1R   | KF   | –    | 3R   | g.t. | –    |
| US Open             | –    | F    | 1R   | –    | –    | 2R   | W    | F    | –    | –    |
| Premier Mandatory   |      |      |      |      |      |      |      |      |      |      |
| Indian Wells        | –    | –    | KF   | –    | –    | –    | 1R   | 1R   | g.t. | –    |
| Miami               | –    | –    | 1R   | –    | –    | 2R   | W    | HF   | g.t. | –    |
| Madrid              | –    | –    | –    | –    | –    | –    | KF   | 2R   | g.t. | –    |
| Peking              | –    | 2R   | –    | –    | –    | 2R   | –    | –    | g.t. | g.t. |
| Premier Five        |      |      |      |      |      |      |      |      |      |      |
| Dubai/Doha          | –    | –    | –    | –    | –    | –    | –    | –    | 1R   | –    |
| Rome                | –    | –    | –    | –    | –    | –    | W    | W    | –    | –    |
| Montréal/Toronto    | –    | –    | –    | –    | –    | 1R   | W    | HF   | g.t. | –    |
| Cincinnati          | –    | –    | –    | –    | –    | KF   | –    | –    | –    | –    |
| Tokio/Wuhan         | –    | 1R   | –    | –    | –    | HF   | 2R   | –    | g.t. | g.t. |
| olympisch           |      |      |      |      |      |      |      |      |      |      |
| Olympische Spelen   | –    | g.t. | g.t. | g.t. | –    | g.t. | g.t. | g.t. | g.t. | KF   |
| statistieken        |      |      |      |      |      |      |      |      |      |      |
| titels per jaar     | 0    | 1    | 1    | 0    | 0    | 3    | 4    | 1    | 0    | 1    |
| eindejaarsranking   | 172  | 12   | 39   | —    | 261  | 11   | 7    | 19   | 14   | 102  |

### Gemengd dubbelspel
| toernooi        | 2012 | 2013 | 2014 |    | 2018 |
| --------------- | ---- | ---- | ---- | -- | ---- |
| Australian Open | 1R   | 1R   | 2R   | –  |      |
| Roland Garros   | –    | 1R   | –    | –  |      |
| Wimbledon       | –    | KF   | 3R   | 1R |      |
| US Open         | –    | 2R   | KF   | –  |      |

## Palmares
| Legenda                 |
| ----------------------- |
| Grandslamtoernooi       |
| Olympische Spelen       |
| Year-End Championships  |
| Premier Mandatory       |
| Premier Five / WTA 1000 |
| Premier / WTA 500       |
| International / WTA 250 |
| Challenger / WTA 125    |

### Overwinningen op een regerend nummer 1
Barty heeft tot op heden eenmaal een partij tegen een op dat ogenblik heersend leider van de wereldranglijst gewonnen (peildatum 10 juni 2019):
| nr. | datum      | toernooi   | ronde        | tegenstandster | score    |         |
| --- | ---------- | ---------- | ------------ | -------------- | -------- | ------- |
| 1.  | 2019-01-09 | WTA Sydney | tweede ronde | Simona Halep   | 6-4, 6-4 | details |

### WTA-finaleplaatsen enkelspel
| nr.              | finale     | toernooi         | ondergrond    | tegenstandster      | score          |         |
| ---------------- | ---------- | ---------------- | ------------- | ------------------- | -------------- | ------- |
| gewonnen finales |            |                  |               |                     |                |         |
| 01.              | 2017-03-05 | WTA Kuala Lumpur | hardcourt     | Nao Hibino          | 6-3, 6-2       | details |
| 02.              | 2018-06-17 | WTA Nottingham   | gras          | Johanna Konta       | 6-3, 3-6, 6-4  | details |
| 03.              | 2018-11-04 | WTA Elite Trophy | hardcourt (i) | Wang Qiang          | 6-3, 6-4       | details |
| 04.              | 2019-03-30 | WTA Miami        | hardcourt     | Karolína Plíšková   | 7-6, 6-3       | details |
| 05.              | 2019-06-08 | Roland Garros    | gravel        | Markéta Vondroušová | 6-1, 6-3       | details |
| 06.              | 2019-06-23 | WTA Birmingham   | gras          | Julia Görges        | 6-3, 7-5       | details |
| 07.              | 2019-11-03 | WTA Finals       | hardcourt (i) | Elina Svitolina     | 6-4, 6-3       | details |
| 08.              | 2020-01-18 | WTA Adelaide     | hardcourt     | Dajana Jastremska   | 6-2, 7-5       | details |
| 09.              | 2021-02-07 | WTA Melbourne    | hardcourt     | Garbiñe Muguruza    | 7-6, 6-4       | details |
| 10.              | 2021-04-03 | WTA Miami        | hardcourt     | Bianca Andreescu    | 6-3, 4-0, opg. | details |
| 11.              | 2021-04-25 | WTA Stuttgart    | gravel (i)    | Aryna Sabalenka     | 3-6, 6-0, 6-3  | details |
| 12.              | 2021-07-10 | Wimbledon        | gras          | Karolína Plíšková   | 6-3, 6-7, 6-3  | details |
| 13.              | 2021-08-22 | WTA Cincinnati   | hardcourt     | Jil Teichmann       | 6-3, 6-1       | details |
| 14.              | 2022-01-09 | WTA Adelaide     | hardcourt     | Jelena Rybakina     | 6-3, 6-2       | details |
| 15.              | 2022-01-29 | Australian Open  | hardcourt     | Danielle Collins    | 6-3, 7-6       | details |
| verloren finales |            |                  |               |                     |                |         |
| 1.               | 2017-06-25 | WTA Birmingham   | gras          | Petra Kvitová       | 6-4, 3-6, 2-6  | details |
| 2.               | 2017-09-30 | WTA Wuhan        | hardcourt     | Caroline Garcia     | 7-6, 6-7, 2-6  | details |
| 3.               | 2018-01-13 | WTA Sydney       | hardcourt     | Angelique Kerber    | 4-6, 4-6       | details |
| 4.               | 2019-01-12 | WTA Sydney       | hardcourt     | Petra Kvitová       | 6-1, 5-7, 6-7  | details |
| 5.               | 2019-10-06 | WTA Peking       | hardcourt     | Naomi Osaka         | 6-3, 3-6, 2-6  | details |
| 6.               | 2021-05-08 | WTA Madrid       | gravel        | Aryna Sabalenka     | 0-6, 6-3, 4-6  | details |

### WTA-finaleplaatsen vrouwendubbelspel
| nr.              | finale     | toernooi         | ondergrond | partner            | tegenstandsters                            | score            |         |
| ---------------- | ---------- | ---------------- | ---------- | ------------------ | ------------------------------------------ | ---------------- | ------- |
| gewonnen finales |            |                  |            |                    |                                            |                  |         |
| 01.              | 2013-06-16 | WTA Birmingham   | gras       | Casey Dellacqua    | Cara Black Marina Erakovic                 | 7-5, 6-4         | details |
| 02.              | 2014-05-24 | WTA Straatsburg  | gravel     | Casey Dellacqua    | Tatiana Búa Daniela Seguel                 | 4-6, 7-5, [10-4] | details |
| 03.              | 2017-03-05 | WTA Kuala Lumpur | hardcourt  | Casey Dellacqua    | Nicole Melichar Makoto Ninomiya            | 7-6, 6-3         | details |
| 04.              | 2017-05-27 | WTA Straatsburg  | gravel     | Casey Dellacqua    | Chan Hao-ching Chan Yung-jan               | 6-4, 6-2         | details |
| 05.              | 2017-06-25 | WTA Birmingham   | gras       | Casey Dellacqua    | Chan Hao-ching Zhang Shuai                 | 6-1, 2-6, [10-8] | details |
| 06.              | 2018-04-01 | WTA Miami        | hardcourt  | Coco Vandeweghe    | Barbora Krejčíková Kateřina Siniaková      | 6-2, 6-1         | details |
| 07.              | 2018-05-20 | WTA Rome         | gravel     | Demi Schuurs       | Andrea Sestini-Hlaváčková Barbora Strýcová | 6-3, 6-4         | details |
| 08.              | 2018-08-12 | WTA Montréal     | hardcourt  | Demi Schuurs       | Latisha Chan Jekaterina Makarova           | 4-6, 6-3, [10-8] | details |
| 09.              | 2018-09-09 | US Open          | hardcourt  | Coco Vandeweghe    | Tímea Babos Kristina Mladenovic            | 3-6, 7-6, 7-6    | details |
| 10.              | 2019-05-19 | WTA Rome         | gravel     | Viktoryja Azarenka | Anna-Lena Grönefeld Demi Schuurs           | 4-6, 6-0, [10-3] | details |
| 11.              | 2021-04-25 | WTA Stuttgart    | gravel (i) | Jennifer Brady     | Desirae Krawczyk Bethanie Mattek-Sands     | 6-4, 5-7, [10-5] | details |
| 12.              | 2022-01-09 | WTA Adelaide     | hardcourt  | Storm Sanders      | Darija Jurak Andreja Klepač                | 6-1, 6-4         | details |
| verloren finales |            |                  |            |                    |                                            |                  |         |
| 1.               | 2013-01-25 | Australian Open  | hardcourt  | Casey Dellacqua    | Sara Errani Roberta Vinci                  | 2-6, 6-3, 2-6    | details |
| 2.               | 2013-07-06 | Wimbledon        | gras       | Casey Dellacqua    | Hsieh Su-wei Peng Shuai                    | 6-7, 1-6         | details |
| 3.               | 2013-09-07 | US Open          | hardcourt  | Casey Dellacqua    | Andrea Hlaváčková Lucie Hradecká           | 7-6, 1-6, 4-6    | details |
| 4.               | 2014-06-15 | WTA Birmingham   | gras       | Casey Dellacqua    | Raquel Kops-Jones Abigail Spears           | 6-7, 1-6         | details |
| 5.               | 2017-06-11 | Roland Garros    | gravel     | Casey Dellacqua    | Bethanie Mattek-Sands Lucie Šafářová       | 2-6, 1-6         | details |
| 6.               | 2017-07-01 | WTA Eastbourne   | gras       | Casey Dellacqua    | Chan Yung-jan Martina Hingis               | 3-6, 5-7         | details |
| 7.               | 2017-08-26 | WTA New Haven    | hardcourt  | Casey Dellacqua    | Gabriela Dabrowski Xu Yifan                | 6-3, 3-6, [8-10] | details |
| 8.               | 2019-09-08 | US Open          | hardcourt  | Viktoryja Azarenka | Elise Mertens Aryna Sabalenka              | 5-7, 5-7         | details |
| 9.               | 2020-01-12 | WTA Brisbane     | hardcourt  | Kiki Bertens       | Hsieh Su-wei Barbora Strýcová              | 6-3, 6-7, [8-10] | details |